# Sekretär

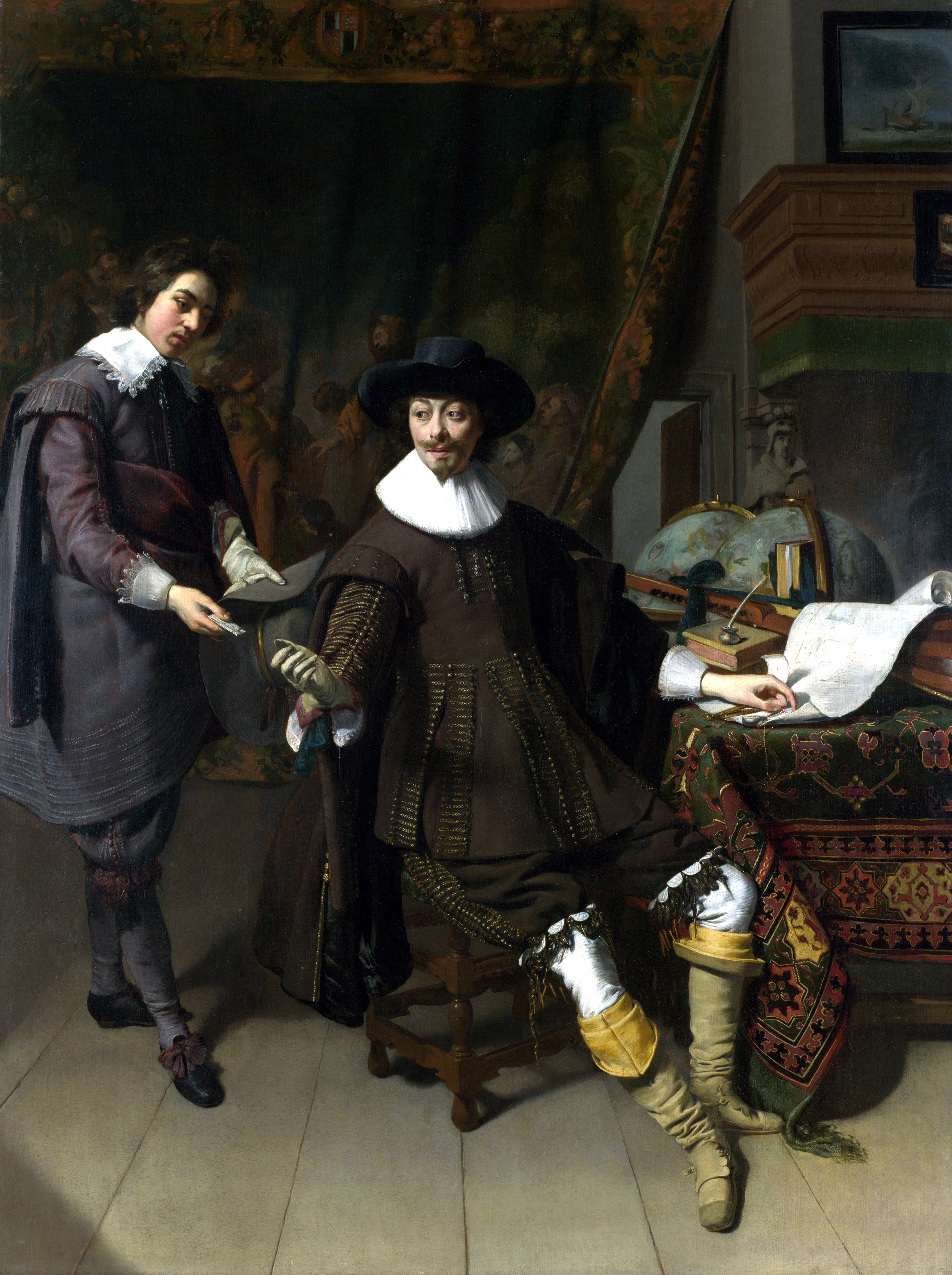
Thomas de Keyser, Porträt von Constantijn Huygens mit seinem Sekretär, 1627

US-amerikanische Sekretärin, 1943

Sekretär bzw. Sekretärin ist ein Beruf in der Verwaltung mit Schwerpunkt auf Kommunikation. Tätigkeitsschwerpunkte beinhalten allgemeine Büro- sowie Assistenzaufgaben, insbesondere die Korrespondenz, Vereinbarung und Verwaltung von Terminen, Telefondienst sowie bereichsbezogene kaufmännisch-verwaltende Tätigkeiten.
Während bis Mitte des 19. Jahrhunderts der Beruf fast ausschließlich durch Männer wahrgenommen wurde, änderte sich dies allmählich in der zweiten Hälfte des 19. Jahrhunderts. Dieser Wandel beschleunigte sich gegen Ende des 19. und zu Beginn des 20. Jahrhunderts, als die Zahl der Büroangestellten stark zunahm. Mittlerweile arbeiten fast ausschließlich Frauen, die mitunter auch als „Vorzimmerdame“ bezeichnet werden, als Sekretärin. Der Beruf galt zunächst als einer der wenigen Ausbildungsberufe, die auch Frauen offenstanden und ihnen die Möglichkeit eines hierarchischen Aufstiegs innerhalb eines Unternehmens oder einer Behörde boten. Im Verlauf der zweiten Hälfte des 20. Jahrhunderts nahm die Zahl der Stimmen zu, die an dem Berufsbild begrenzte Entwicklungsmöglichkeiten kritisierten.

## Geschichte
Ein secretarius war im Mittelalter und in der Frühen Neuzeit eine vereidigte Person, die rechtliche Texte,  wie z. B. Protokolle, für einen Auftraggeber (Rat der Stadt, Kanzlei, o. ä.) schrieb. Der Begriff leitete sich von secretum für lateinisch verborgen, geheim ab.
Ein secretarius war zur Verschwiegenheit verpflichtet.
Die lateinische Bezeichnung ist aus dem 15. bis 18. Jahrhundert bekannt, danach setzte sich die französische Form Secrétaire, später Sekretär durch. Es gab Kanzleisekretäre, Kapitelsekretäre, Ratssekretäre usw.
Ein Sekretariat war das Amt eines Sekretärs, einer Schreibstube oder einer Kanzlei.
Die Bezeichnung wurde auch für Berater und Vertraute verwendet. 
In Preußen gab es im 19. Jahrhundert die Titel  Geheimer Sekretär, Geheimsekretär, expedierender Sekretär (exped. Secretaire) und Geheimer expedierender Sekretär für Angestellte in Oberbehörden.

## Ausbildung und Arbeitsbereich

### Bundesrepublik Deutschland
In Deutschland führt üblicherweise eine kaufmännische Berufsausbildung in diesen Beruf im Büro. In Industrie, Handel, Handwerk und öffentlichem Dienst heißt der Ausbildungsberuf Kaufmann für Büromanagement (früher Kaufmann für Bürokommunikation, Bürogehilfe, im öffentlichen Dienst Fachangestellter für Bürokommunikation, Stenosekretär, Büroassistent).
Neben kaufmännischen und im Arbeitsbereich verwaltenden Tätigkeiten sollen Sekretäre hauptsächlich auch allgemeine Büroaufgaben, insbesondere die Korrespondenz betreffend, erledigen. Beschäftigt sind sie in den Verwaltungsabteilungen von Unternehmen aller Wirtschaftsbereiche. Aber auch in der öffentlichen Verwaltung und in Verbänden existieren Arbeitsplätze, ebenso wie im Gesundheitssektor. Durch spezielle Ausbildungsgänge sowie Weiterbildungsmöglichkeiten können Sekretäre und Sekretärinnen auch zu Fachangestellten in Anwaltskanzleien und Notariaten avancieren. Daneben gibt es die Aufstiegsfortbildung zum Fachkaufmann/-frau für Büromanagement.

### DDR

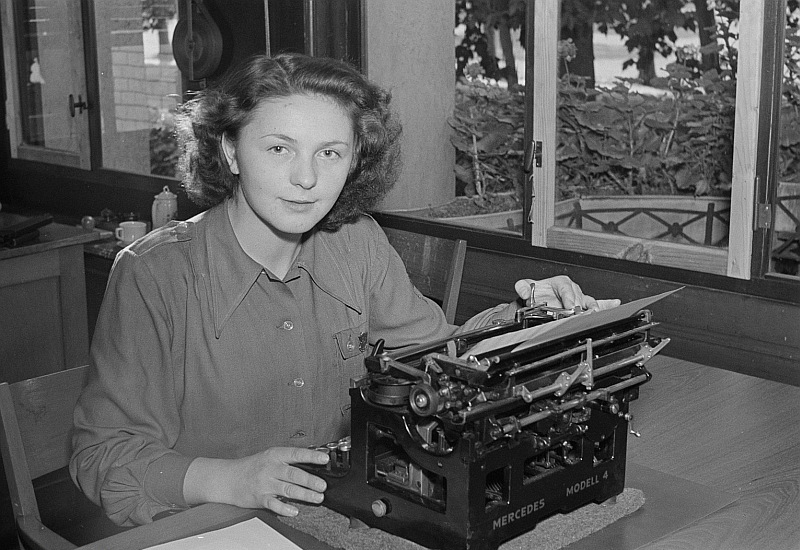
Sekretärin 1951

Die Ausbildung zur geprüften Sekretärin bezeichnete in der DDR ein verbindliches Qualifizierungsprogramm zum Erwerb des Befähigungsnachweises als Sekretärin, das mit Wirkung vom 1. Januar 1974 die bis dahin gültige Ausbildungsunterlage ablöste. Entsprechende Lehrgänge wurden an den Volkshochschulen und Betriebsakademien durchgeführt. Grundsätzliche Voraussetzungen zur Teilnahme waren ein Berufsabschluss als Facharbeiter für Schreibtechnik, als Wirtschafts- oder als Finanzkaufmann sowie der Nachweis von 140 Silben/Minute im Fach Stenografie und 250 Anschläge/Minute im Maschinenschreiben. Diese Ausbildung war insbesondere für bewährte Fachkräfte vorgesehen und richtete sich nach einer besonderen Prüfungsordnung. Die obligatorische Stundentafel sah 288 Unterrichtsstunden vor, im Regelfall während eines Jahres an 38 Unterrichtstagen zu absolvieren. Als Belegarbeit war ein vom delegierenden Betrieb vorzuschlagendes Thema zu bearbeiten. An schreibtechnischen Leistungen wurden 160 Silben/Minute und 300 Anschläge/Minute gefordert. Die volkswirtschaftliche Verantwortung für die inhaltliche Gestaltung der Sekretärinnenqualifizierung lag beim Institut für Aus- und Weiterbildung im Bauwesen.

## Die Feminisierung des Berufsbildes
Über weite Teile des 19. Jahrhunderts waren Unternehmen klein – von Versicherungsunternehmen und Banken abgesehen, hatten nur wenige Unternehmen Büros in mehr als einer Stadt. Die Mehrzahl der Geschäftsaktivitäten der meisten Unternehmen begrenzten sich auf den Ort und das unmittelbare Umland. Zu den Aufgaben eines Büroangestellten in einem solchen Unternehmen gehörten unter anderem das Verfassen von Briefen, das Führen der Geschäftsbücher und die Ablage der Geschäftskorrespondenz – Aufgaben, die bis heute mit den Tätigkeiten eines Sekretärs assoziiert sind. Viel Raum nahm das Kopieren von Geschäftsbriefen ein – ein Vorgang, wie ihn beispielsweise Herman Melville in seiner Novelle Bartleby der Schreiber karikierte. Auf Grund der geringen Größe typischer Unternehmen lernte ein Büroangestellter über diese Arbeiten alle Vorgänge des Unternehmens von Grund auf kennen und konnte deswegen davon ausgehen, Chancen auf den Aufstieg innerhalb der Hierarchie des Unternehmens zu haben.

### Die ersten weiblichen Bürokräfte

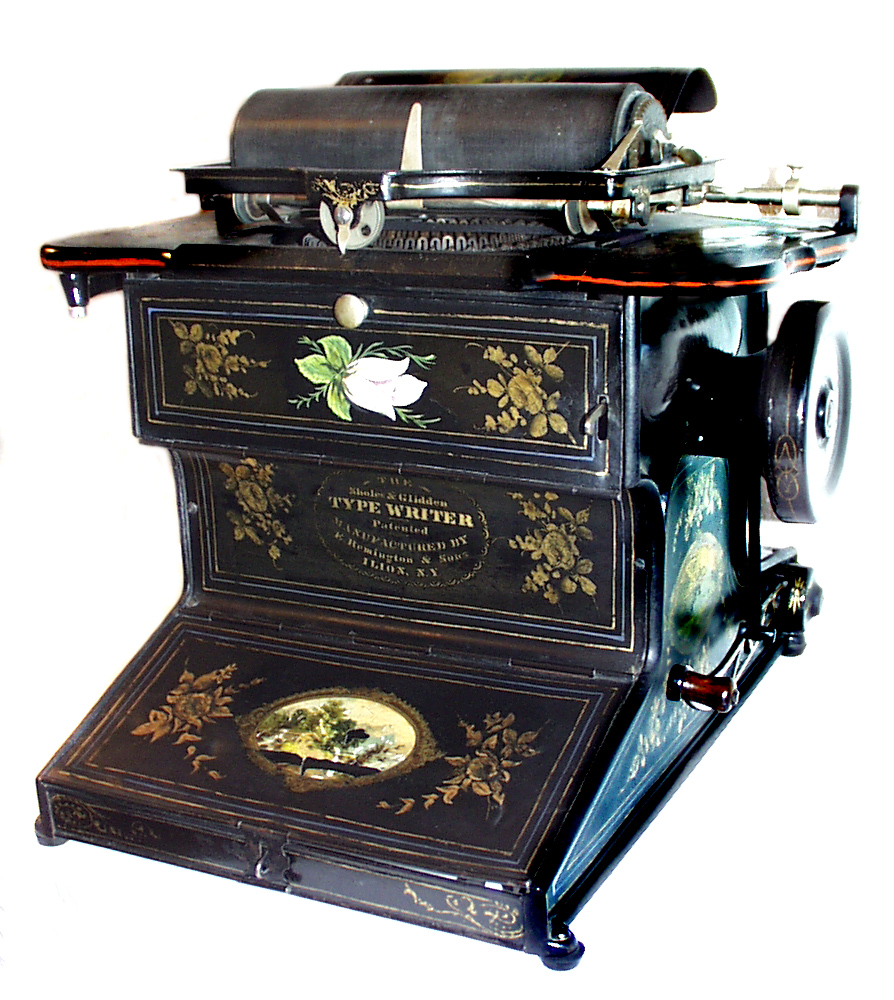
Sholes & Glidden Typewriter, 1876 – eine der ersten Schreibmaschinen.

Für Frauen eröffnete sich die Möglichkeit, im Büro einer bezahlten Arbeit nachzugehen, in der zweiten Hälfte des 19. Jahrhunderts. Die US-amerikanische Regierung begann in den 1860er Jahren erstmals Frauen in ihren Büros zu beschäftigen, als männliche Arbeitskräfte auf Grund des Sezessionskrieges knapp waren. Führend darin war Francis Elias Spinner, der Treasurer of the United States, der Frauen einstellte, die Wertpapiere und Geldscheine sortieren und verpacken sollten. Frauen erwiesen sich nicht nur als fähige, sondern auch als preisgünstige Arbeitskräfte. Bereits 1869 hielt Francis E. Spinner befriedigt fest:

„Einige dieser Frauen erledigen für 900 $ pro Jahr mehr und bessere Arbeit als mancher männliche Angestellte, dem das doppelte Gehalt gezahlt wird“

Sehr schnell war die Beschäftigung von Frauen im Büro weit verbreitet. 1870 waren in den Vereinigten Staaten von 80.000 Büroangestellten nur 3 Prozent Frauen. 1920 gab es insgesamt drei Millionen Büroangestellte und von diesen war nahezu die Hälfte weiblich. Frauen wurden vorrangig in spezifischen Positionen eingesetzt, in der sie Männer sehr bald verdrängten. Stenografie war eines dieser Aufgabengebiete: Die Aufnahme eines Diktats und ihre Niederschrift galt als einfache Aufgabe, die keinerlei Initiative verlangte, und Frauen schienen nach damaliger Vorstellung über Geschlechterrollen besonders geeignet. Aber auch Sekretariatsarbeiten, die als anspruchsvoller galten, wurden bald überwiegend Frauen übertragen. Eine Soziologin, die 1925 im Gebiet um Cleveland untersuchte, in welchen Berufsfeldern Frauen beschäftigt wurden, stellte fest, dass lediglich Eisenbahnunternehmen und Energieversorger noch Männer als Sekretäre beschäftigten. Dieser Wandel hatte sich sehr früh angedeutet: Bereits die ersten Schreibmaschinen, die in den 1870er Jahren in den Handel kamen, wurden überwiegend mit Anzeigen vermarktet, die weibliche Maschinenschreibkräfte zeigten. Während gleichzeitig die Zahl der Büroangestellten stark anstieg, kam es zunehmend zu einer geschlechtsbezogenen Zweiteilung im Aufgabenbereich. 1925 schrieb W. H. Leffingwell, der den Taylorismus auf die Bürowelt übertrug:

„Eine Frau ist die präferierte Besetzung für die Position des Sekretärs, da sie sich nicht scheut, auch kleine Aufgaben auszuführen, Arbeiten zu übernehmen, die den Umgang mit vernachlässigenswerten Details bedeuten. Diese würden ehrgeizige junge Männer ärgern und reizen, die gewöhnlich der Ansicht sind, dass Arbeiten von keiner Bedeutung sind, wenn sie von einer Person ausgeführt werden könnten, die ein geringeres Gehalt erhält.“

### Ehestand und Sekretariatsschulen
Über lange Zeit zogen Arbeitgeber unverheiratete Frauen vor, eine Vorstellung, die Resonanz bei Regierungen und Gewerkschaften fand, als Arbeitsplätze in wirtschaftlich schwierigen Zeiten knapp waren. Während der 1930er Jahre versuchten in den USA sowohl eine Reihe von US-Bundesstaaten als auch die US-Bundesregierung, verheiratete Frauen gesetzlich von Berufstätigkeit auszuschließen, und fanden dabei Unterstützung bei Gewerkschaften, die sich für „Familienlohn“ einsetzten – einen Lohn, der einem verheirateten Mann ein ausreichendes Einkommen gab, um sowohl eine sich um den Haushalt kümmernde Ehefrau als auch eine Kinderschar zu ernähren. Sämtliche Gesetzesinitiativen, die für eine solche Diskriminierung eine rechtliche Basis schaffen wollten, scheiterten letztendlich. Aber auch ohne rechtliche Basis versuchten Arbeitgeber, verheiratete Frauen von Beschäftigung auszuschließen. 1940 antworteten in einer Umfrage 40 Prozent von 485 befragten US-amerikanischen Unternehmen, dass sie eindeutige Regelungen hätten, die verheiratete Frauen von einer Beschäftigung bei ihnen ausschlössen. Begründet wurde dies damit, dass verheiratete Frauen ihre Position ohnehin bald verlassen würden, und wenn sie auf ihrer Stelle blieben, wegen ihrer häuslichen und familiärer Pflichten ihrer bezahlten Arbeit nicht die Aufmerksamkeit schenken würde, die von einer unverheirateten Frau zu erwarten sei. Viele der im Büro arbeitenden Frauen logen deshalb bezüglich ihres Ehestandes.
Bis in der Mitte der 1970er Jahre sich allmählich die Karrieremöglichkeiten von Frauen ausweiteten, boten ihnen Stenografiekenntnisse und Maschinenschreiben die Möglichkeit, mit diesen Kenntnissen eine Stelle zu finden, auch wenn sie eine Ausbildung abgeschlossen hatten, die ihnen ohne eine geschlechtsspezifische Diskriminierung andere Tätigkeiten geboten hätten. Verglichen zu der Tätigkeit als Krankenpflegerin oder als Lehrerin waren die Einstiegsvoraussetzungen in den Beruf einer Sekretärin gering: Nach dem Schulabschluss ließen sich Stenografie- und Maschinenschreibkenntnisse notfalls in mehrwöchigen Kursen erlernen, was den Eintritt in einen Steno- oder Schreibpool erlaubte. Private Schulen, die beispielsweise Kurse in Maschinenschreiben anboten, gab es bereits ab den 1880er Jahren. Sehr schnell wurden diese Kurse überwiegend von Frauen besucht. 25 Prozent der Schüler der Chicagoer Berufsschule Metropolitan Business College des Schuljahres 1892/1893 waren weiblichen Geschlechts – in den Stenografie- und Schreibmaschinenkursen waren jedoch 90 Prozent der Schüler weiblich. Etwa um diese Zeit herum gründeten sich auch die ersten reinen Sekretariatsschulen. Zu einer der bekanntesten nordamerikanischen Schule für Sekretärinnen entwickelte sich ab 1911 die von Katharine Gibbs geführte Schule, die strenge Zulassungskriterien hatte, von ihren Schülerinnen mindestens einen Highschool-Abschluss verlangte, noch lieber aber einen College-Abschluss sah. Die Absolventinnen dieser Schule wurden als Katie-Gibbs-Girls bezeichnet. Lynn Peril bezeichnet in ihrer Geschichte des Sekretärinnenberufes diese Schule mit ihrer berüchtigt harten Ausbildung als die „Harvard School“ der Sekretärinnen, verspottet aber gleichzeitig ihre Absolventinnen als Büro-Geishas. Schülerinnen wurden angehalten, im Büro Kleider zu tragen und sich in der Öffentlichkeit nur mit Hut und weißen Handschuhen zu zeigen. Neben hervorragenden Steno- und Schreibmaschinenkenntnissen sollten sie in der Lage sein, mit jeder Bürosituation elegant und charmant umzugehen und loyal zu ihrem Vorgesetzten zu stehen. Die Schule unterrichtete über lange Zeit ausschließlich Frauen, erst in den 1960er Jahren nahm sie erstmals einen Mann auf.

### Karrierechancen
Bereits in den 1930er Jahren hielt die New York Times fest, dass junge Frauen krakengleich von der Schreibmaschine umklammert würden und ihnen auf Grund ihres Geschlechtes jegliche Aufstiegsmöglichkeit verwehrt sei. Bis in die 1960er Jahre wurde immer wieder in verschiedenen Medien festgehalten, dass Frauen durch „unweibliche“ Arbeiten, die ihrer „natürlichen Geschlechterrolle“ nicht entsprechen würde, aggressiver und dominanter würden und – so behauptete beispielsweise der 1947 erschienene Bestseller Modern Woman: The Lost Sex – in einen Persönlichkeitskonflikt getrieben würden, der nur durch Psychotherapie geheilt werden können.  Zu den mit dem weiblichen Geschlecht vereinbaren Tätigkeiten zählte – zumindest bis zu ihrer Verehelichung – die Arbeit einer Sekretärin. Ähnlich wie Krankenpflege oder die Arbeit als Erzieherin sollte diese Arbeit ihrer natürlichen Veranlagung entsprechen, sich um Dinge zu kümmern. Noch 1965 schrieb Lucy Mayo in You Can Be An Executive Secretary (deutsch „Sie könnten eine Vorstandssekretärin sein“):

„Gelegentlich ist die Berufwahl ein Kompromiss zwischen Idealismus und Realismus … Sie könnten sich beispielsweise entscheiden, die Sekretärin eines Anwaltes, eines Arztes oder eines Wissenschaftlers zu werden, weil Sie selbst einstmals davon geträumt haben, Anwältin, Ärztin oder Wissenschaftlerin zu werden.“

Mary Wollstonecraft hatte bereits gegen Ende des 18. Jahrhunderts die begrenzten Berufsmöglichkeiten von Frauen beklagt und ähnliche Proteste waren das gesamte 19. zu hören gewesen. Die Stimmen waren im Verlauf des 20. Jahrhunderts vernehmbarer geworden. 1963 erschien Betty Friedans Bestseller The Feminine Mystique (Der Weiblichkeitswahn), der diese Reduktion von Frauen auf ihre Rolle als Mutter und Hausfrau vehement angriff und sehr breites Gehör fand. Als am 7. September 1968 in Atlanta Demonstrationen gegen die dort stattfindenden Miss America-Wahlen stattfanden, warfen die Protestierenden neben Büstenhaltern, Hüftgürteln, falschen Wimpern, Frauenmagazinen auch Stenografieblöcke und Anleitungen zum Schreibmaschinenschreiben als Symbole der Unterdrückung in die Abfalleimer. Zwei Jahre später besetzten 60 Frauen die Eingangshalle der Katharine-Gibbs-Schule in Manhattan, um dagegen zu protestieren, dass die Ausbildung in solchen Sekretariatsschulen Frauen lediglich auf eine dienende Rolle im Geschäftsleben vorbereite. Nahezu zeitgleich kam die American Management Association zu dem Schluss, dass ehrgeizige und fähige Frauen es zunehmend ablehnen würden, als Sekretärin zu arbeiten, weil der Beruf als Sackgasse gelte. 1979 hielt ein Marketingexperte fest, dass Frauen, die früher an der Katharine-Gibbs-Schule eine Ausbildung durchlaufen hätten, mittlerweile qualifizierte Studienabschlüsse anstrebten. Frauen öffnete sich in den 1970er Jahren eine Reihe neuer Beschäftigungsmöglichkeiten, die zum Teil deutlich besser bezahlt wurden. Eine angelernte Fabrikarbeiterin wurde gegen Ende der 1970er Jahre deutlich besser bezahlt als eine Sekretärin.

### 21. Jahrhundert
Nach Schätzungen des Bundesverbands Sekretariat und Büromanagement lag der Männeranteil 2018 bei fünf Prozent.

## Sekretär als Funktion

### Sekretäre im Allgemeinen
Sekretär ist die Funktion, die jemand in der Organisation ausführt. Als Ersten Sekretär bezeichnet man Personen, die in einer Behörde weisungsberechtigt sind. Direktionssekretäre hingegen sind Beamte oder Angestellte, die direkt einem Behördenleiter oder einer Direktion unterstellt sind und diesem assistieren und meistens auch weisungsberechtigt sind.

### Sekretäre in der Politik und Öffentlichkeit
Der Generalsekretär und der Parteisekretär führen ebenso wie der Gewerkschaftssekretär Führungsfunktionen in ihrer Partei bzw. Organisation aus.
Staatssekretäre sind entweder dem Minister untergeordnete Regierungsmitglieder oder der höchste Beamte im Ministerium oder einer obersten Behörde.

### Privatsekretäre
Ein Privatsekretär ist mit der Organisation des Büros einer Führungspersönlichkeit beauftragt und hat dabei meist umfangreiche Sachkenntnisse sowie Befugnisse. In der Regel hat er ein besonders enges Vertrauensverhältnis zum Vorgesetzten und bearbeitet daher auch private oder sehr wichtige Anliegen der höher gestellten Person.

### Weitere Formen
- Fremdsprachensekretär
- Gerichtssekretär (Mitarbeiter oder Leiter der Gerichtskanzlei)
- Rechtssekretär
- Staatssekretär
- Gemeindeschreiber
- Sekretär in Amtsbezeichnungen
- Sekretär/ Untersekretär in Amtsbezeichnungen der Römischen Kurie